# Мост Садарк

Мост Садарк (енгл. Southwark) (Br [ˈ]) је лучни мост у Лондону, у Енглеској, на реци Темзи и повезује Садарк и Град Лондон

## Историја
Претходни мост на овом месту, којег је дизајнирао Џон Рени, отворен је 1819. године, и био је првобитно познат као Квин стрит бриџ, како се могло видети на Мапи Лондона аутора Џона Сноуа из 1818. године. Мост се састојао од три велика левна распона које су подржавали гранитни финишери. Мост је био познат по томе што је имао најдужи левни распон од 73 метра, икад направљен. У почетку, путарине су наплаћиване за прелазак моста, али је наплаћивање обустављено 1864. године.

## Околина
На северозападној страни је Суд Винтнерс, пословни блок из 1990-их година који има класичну фасаду стубова; био је развијен на месту који је био у власништву Воршипул компаније Винтнерса.

## Спољње везе
- Southwark Bridge (1819) на веб-сајту
- Southwark Bridge (1921) на веб-сајту